# Chilperich II.

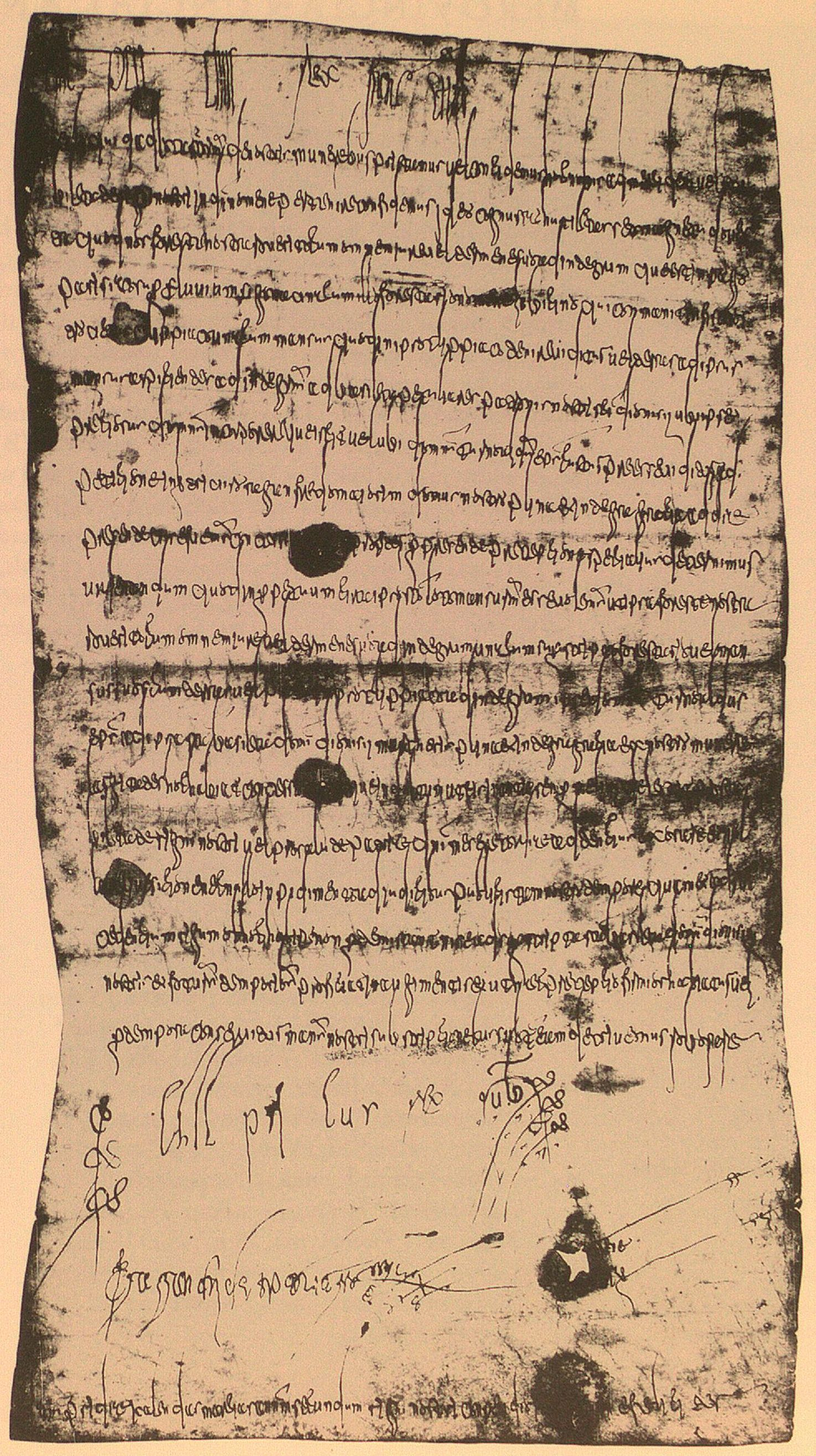
Urkunde Chilperichs II. vom 28. Februar 717 für die Abtei Saint-Denis. Paris, Archives nationales, K 4, Nr. 3

Chilperich II. Daniel (* um 670; † zwischen 30. Januar und 13. Mai 721 in Noyon) war von Ende 715 bzw. Anfang 716 bis 721 Frankenkönig aus dem Haus der Merowinger. Er war wahrscheinlich ein Sohn des 675 ermordeten Frankenkönigs Childerich II. und der Bilichild, Tochter des Königs Sigibert III.
Der junge Chilperich wurde nach der Ermordung seiner Eltern in ein Kloster verbannt, wo er 40 Jahre lang als „Bruder Daniel“ lebte. Ende 715 oder Anfang 716 wurde er von den Gegnern Karl Martells, dem Hausmeier Raganfrid und Plektrudis von Austrien, als Nachfolger Dagoberts III. zum König von Neustrien erhoben, dem Kerngebiet des Frankenreiches. Die Pfalz Compiègne war seine Residenz.
Berühmt ist die Aussage in späteren Quellen, er sei zumeist von Raganfrid auf einem zeremoniellen Ochsenkarren bei seinen Zügen mitgeführt worden. Tatsächlich aber wurde er lediglich mit einem der Tradition entsprechenden Wagen auf das jährliche Märzfeld gebracht. Nach Ansicht von Historikern wie Sebastian Scholz und Ian Wood kämpfte der König sogar persönlich in der Schlacht und war nicht nur eine Marionette seines Hausmeiers: Insgesamt ist die neuere Forschung skeptischer, was die Behauptung der unter den siegreichen Karolingern verfassten Quellen betrifft, die letzten Merowinger seien sämtlich nur jämmerliche Schattenkönige gewesen. Der anonyme Autor einer zeitgenössischen Chronik, die im englischen Jarrow entstand, schildert Chilperich 717 jedenfalls als mächtigen Herrscher (Historia Abbatum auctore anonymo 32).
Chilperichs bzw. Raganfrids Kampfbündnisse mit dem Friesenherzog Radbod (717) und Eudo von Aquitanien (718) gegen die starke Opposition der Karolinger, insbesondere gegen Karl Martell, scheiterten jedoch. Karl besiegte die Neustrier bei Amel (französisch Amblève), Vinchy (21. März 717) und in der Schlacht bei Soissons (718/719). Als der von Karl Martell gestützte Chlothar IV. 719 starb, ließ Karl sich Chilperich II. von Eudo ausliefern und erkannte ihn mit der Wiederherstellung seines Einflusses in Neustrien als König an. Erst ab diesem Zeitpunkt dürfte Chilperich tatsächlich entmachtet gewesen sein.
Chilperich II. starb im Jahre 721 und wurde in Noyon beigesetzt. Karl Martell bestimmte Theuderich IV. zum Nachfolger. Es ist unklar, ob der letzte Merowingerkönig Childerich III. Chilperichs Sohn gewesen ist.
Unklar ist auch sein Name. Denkbar ist, dass er als Daniel getauft wurde und später Chilperich als Krönungsnamen annahm, um seine dynastische Legitimation zu betonen und Kampfbereitschaft und Unabhängigkeit auszudrücken, oder dass er als Chilperich geboren wurde und bei seinem Eintritt in das Kloster den Namen Daniel erhielt.